# Martha Tjoe Ny
Martha Tjoe Ny is een Surinaams journalist, dichter, songwriter en kunstschilder. In 1994 was ze winnaar van het componistenfestival SuriPop.

## Biografie
Martha Tjoe Ny was in de jaren tachtig en negentig actief als journaliste. Begin jaren tachtig was ze lid van de Vereniging van Progressieve Mediawerkers.
Ze droeg in 1984 haar gedichten voor als gast van Astrid Roemer in Theater Unique in Paramaribo en was ook voor voordrachten in Nederland, zoals in Utrecht (1989) en Amsterdam (1995).
In 1994 nam ze deel aan SuriPop met haar compositie Lobi singi. Via haar nicht was ze in contact gekomen met Astrid Belliot die het tijdens het festival zong. Ze won de competitie en haar lied verscheen later op albums als Suripop VIII (1994) en Best of Suripop (2012). In Theater Unique was een door haar geschreven lied in 2013 een van de zes finalisten die doorstroomden naar de competitie voor de Caricom Song.
Daarnaast maakt ze schilderijen van acryl op doek. Medio 2011 gaf ze een expositie op plantage Misgunst in Saramacca.